# کنترل-آلت-دیلیت

مکان دکمه‌های کنترل، آلت و دلیت در صفحه‌کلید کوئرتی

کنترل-آلت-دلیت (Ctrl++Alt++Del) یک فرمان صفحه کلید رایانه است که در رایانه شخصی سازگار با آی‌بی‌ام برای راه‌اندازی مجدد رایانه یا در محیط ویندوز برای فراخوانی مدیر کار ویندوز به کار می‌رود. این فرمان با فشردن دکمه دلیت در زمانی که دکمه‌های کنترل و آلت نگه داشته شده‌اند به کار می‌افتد. در بیشتر سیستم‌های پنجره ایکس با این دکمه‌ها پنجره خروج از حساب کاربری نمایش داده می‌شود. این دکمه‌ها گاهی اوقات دکمه‌های وقفه نیز خوانده می‌شوند، چرا که برای ایجاد وقفه در اجرای برنامه‌هایی که پاسخگو نیستند، به کار می‌روند.

## عملکرد در داس
فشردن کلیدهای کنترل-آلت-دیلیت در سیستم عامل داس موجب راه‌اندازی مجدد سیستم بدون اجرای عملیات بوت سخت‌افزاری (بوت گرم) می‌شود. در این حالت، برنامهٔ POST (مجموعه روال‌های حین بوت یا پست اسکرین) اجرا نخواهد شد.

## تاریخچه
این ترکیب کلیدهای صفحه کلید توسط دیوید برادلی مهندس ارشد پروژه IBM طراحی شد. برادلی در اصل طراحی Ctrl+ALT+Escape برای راه اندازی مجدد نرم (بدون اخطار یا فرم تأیید برای کاربر) کرده بود اما یکبار به صورت تصادفی با استفاده از سمت چپ صفحه کلید کامپیوتر را ریبوت کرد و دریافت که این فرمان بسیار ساده‌تر است.
فرمان Ctrl+Alt+Del ابتدا تنها برای برنامه نویسان طراحی شده بود تا بتوانند بدون خاموش کردن دستگاه از سیستم خارج شوند و قرار بر این بود که تنها برای توسعه و برنامه‌نویسی از آن استفاده شود. اما در نهایت در اسناد فنی رایانه اوریجینال IBM منتشر شد و در نتیجه به اطلاع عموم کاربران رسید.

## نظر بیل گیتس
بیل گیتس، بنیان‌گذار مایکروسافت در نشست تجاری بلومبرگ در سپتامبر ۲۰۱۷ در پاسخ به سئوالی دربارهٔ ایده فرمان «سه انگشتی» Ctrl+Alt+Del گفت اگر بازگشت به گذشته ممکن بود، اجرای فرمان را آسان می‌کرد. او در ادامه گفت: «نمی‌شود به عقب بازگشت و چیزهای کوچکی را در زندگی تغییر داد بدون آنکه چیزهای بزرگ دیگر تحت تأثیر قرار نگیرند.» اما «بله حتماً. اگر می‌توانستم یک تغییر کوچک ایجاد کنم حتماً یک کلید مخصوص در پی سی‌ها برای این فرمان قرار می‌دادم.»